# Adah Isaacs Menken
Adah Isaacs Menken, née Dolores Feurtos le 15 juin 1835 à Milneburg (près de La Nouvelle-Orléans) et morte le 10 août 1868 à Paris 9e, est une actrice, peintre et poète américaine .

## Biographie

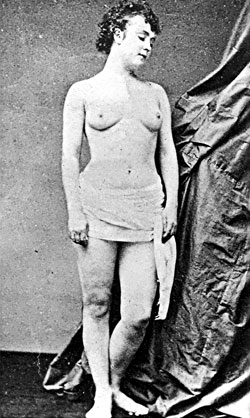
seins nus (1860). Photo très audacieuse pour cette époque, mais la notorité de l’actrice était si grande, qu'à de rares exceptions près, peu de gens l’ont critiqué

Les origines de Menken sont mystérieuses. Elle-même a raconté de nombreuses versions de ses origines, y compris son nom, son lieu de naissance, son ascendance et sa religion, et les historiens ont divergé dans leurs récits. La plupart ont dit qu’elle était née catholique créole de Louisiane, avec des ancêtres européens et africains. Elle pourrait aussi être originaire de La Havane et avoir une part d'origines juives, ou être la fille d'esclave noir affranchi, selon les versions qu'elle a pu donner. 
Célébrité qui a créé des performances sensationnelles aux États-Unis et en Europe, elle s’est mariée plusieurs fois et était également connue pour ses liaisons. Elle a eu deux fils, qui sont tous deux morts en bas âge.
Les récits sur les premières années de la vie et les origines de Menken varient considérablement. Dans son autobiographie « Some Notes of Her Life in Her Own Hand », publiée dans le New York Times en 1868, Menken a déclaré qu’elle était née à Bordeaux, en France, et qu’elle avait vécu à Cuba dans son enfance avant que sa famille ne s’installe à la Nouvelle-Orléans. Il y a beaucoup d’informations contradictoires sur le nom de naissance de Menken, mais elle a été appelée Marie Rachel Adelaide de Vere Spenser et Adah Bertha Theodore, et Ed James, un ami journaliste, a écrit après sa mort : « Son vrai nom était Adelaide McCord, et elle est née à Milneburg, près de la Nouvelle-Orléans, le 15 juin 1835. » L’année de naissance de Menken varie également, certains documents indiquant 1835 et d’autres 1832. Ailleurs, en 1865, elle a écrit que son nom de naissance était Dolores Adios Los Fiertes, et qu’elle était la fille d’une Française de la Nouvelle-Orléans et d’un homme juif espagnol. Vers 1940, le consensus des érudits était que ses parents étaient Auguste Théodore, homme de couleur libre, et Marie, une Créole de Louisiane, et Adah a été élevée dans la religion catholique. Elle avait une sœur et un frère.
Sur la base des affirmations de Menken selon lesquelles il est originaire de la Nouvelle-Orléans, Wolf Mankowitz et d’autres ont étudié les dossiers du Conseil de santé de la ville. Ils ont conclu qu’Ada est née dans la ville en tant que fille légitime d’Auguste Théodore, un homme de couleur libre (métis) et de sa femme Magdaleine Jean Louis Janneaux, probablement aussi une créole de Louisiane. Ada aurait été élevée dans la religion catholique. Cependant, en 1990, John Cofran, en utilisant les registres de recensement, a déclaré qu’elle était née sous le nom d’Ada C. McCord, à Memphis, Tennessee, à la fin de 1830. Il a dit qu’elle était la fille d’un marchand irlandais, Richard McCord, et de sa femme Catherine. Selon Cofran, son père est mort quand elle était jeune et sa mère s’est remariée. La famille a ensuite déménagé de Memphis à la Nouvelle-Orléans.

### Carrière

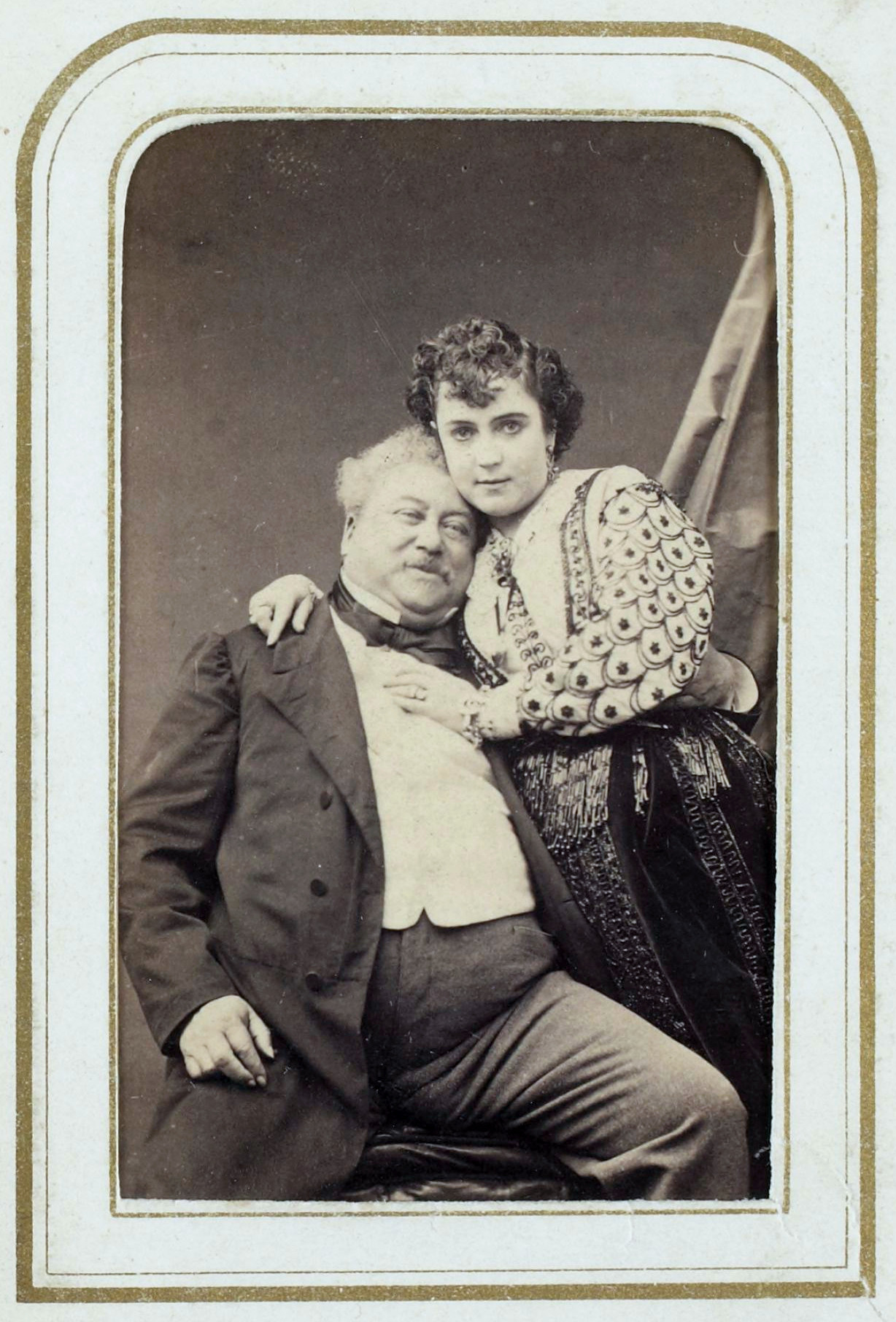
Alexandre Dumas et Adah Menken, photographie d'Alphonse Liébert (1867).

Elle deviendra l'actrice la plus riche de son époque.
Elle est surtout connue pour sa performance dans le mélodrame Mazeppa. Après quelques années de succès avec cette pièce jouée à New York et à San Francisco, elle apparaît dans une production à Londres et à Paris, de 1864 à 1866. Après un bref retour aux États-Unis, elle retourne en Europe au début 1867.
Son style de vie lui vaut d’être souvent critiquée par la presse. Au XIXe siècle, les femmes ne pouvaient que très rarement travailler, encore sous le joug d’un système patriarcal qui les maintenait au sein du foyer.
Elle est la maîtresse d'Alexandre Dumas.

### Fin de vie
À la fin de sa vie, Adah Isaacs Menken vivait à Paris dans la misère, peut-être après avoir perdu tout son argent au jeu.
Mal remise d'un accident de cheval, elle tombe malade à Paris et meurt à l'âge de 33 ans,. Elle est inhumée au cimetière du Montparnasse.

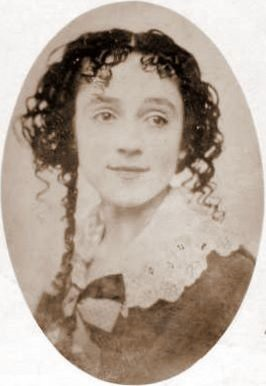
Adah à l’âge de 19 ans
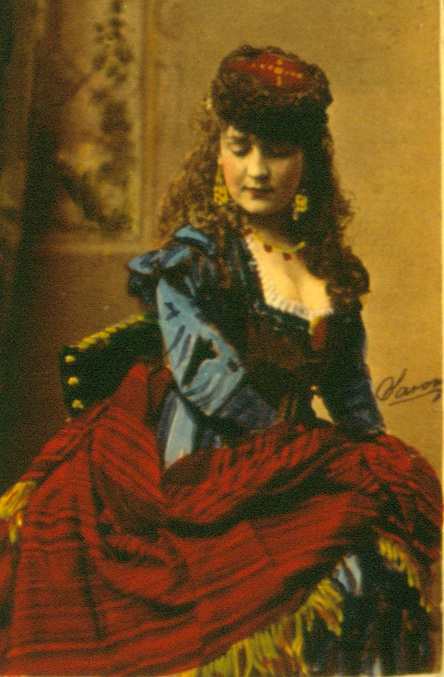
en 1855
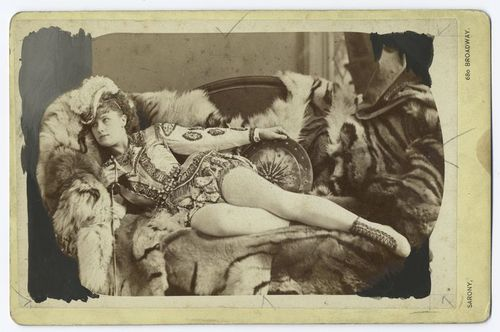
Adah Isaacs Mencken (~1860)
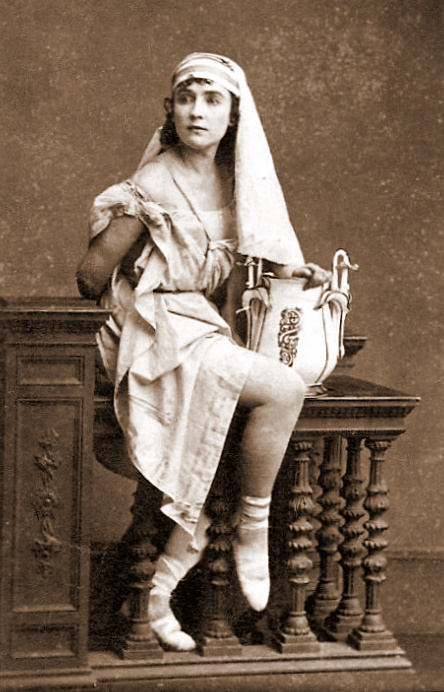
Menken dans le rôle de "l’espion français", 1863
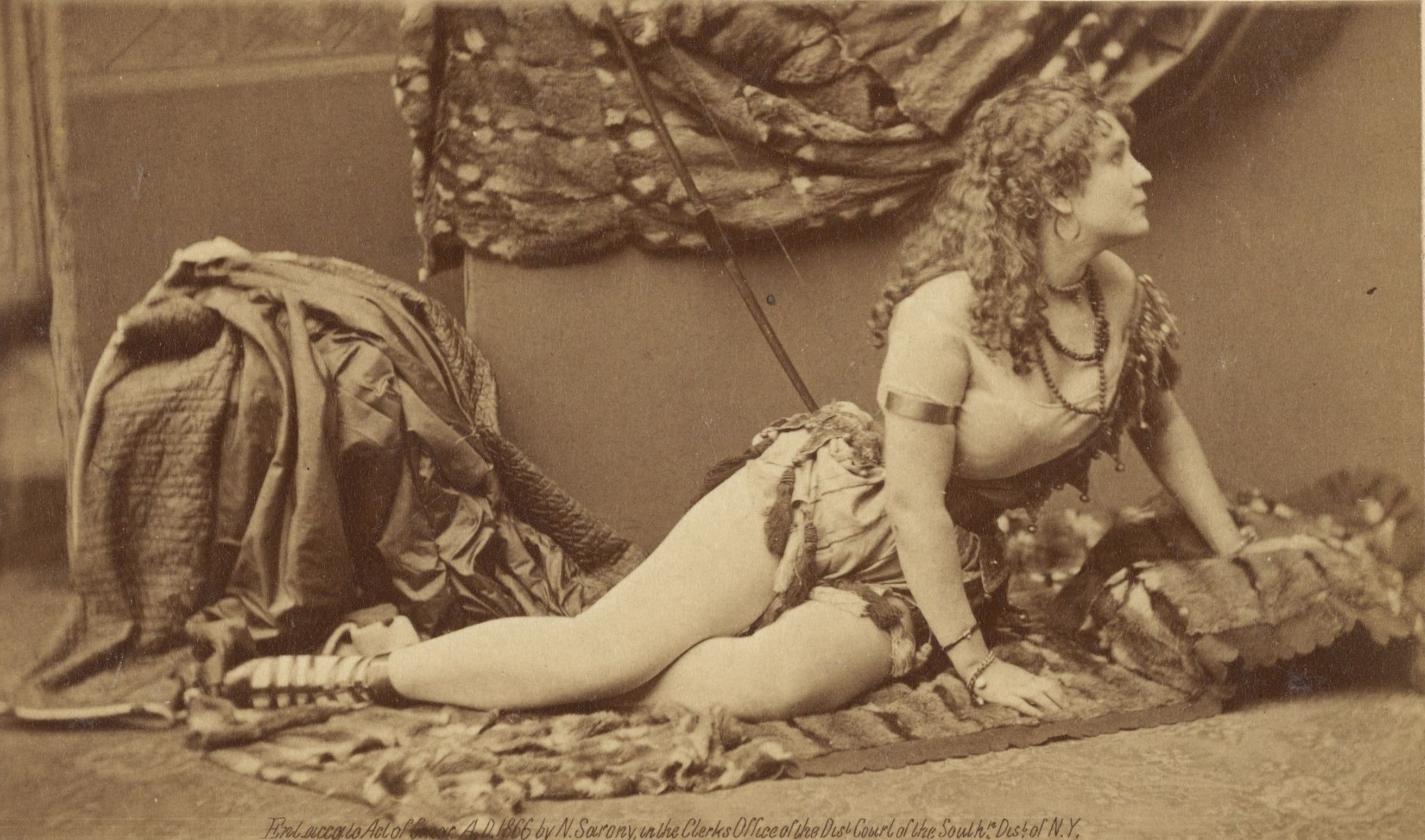
Ada Isaacs Mencken dans l’hippodrame Mazepa (1866)
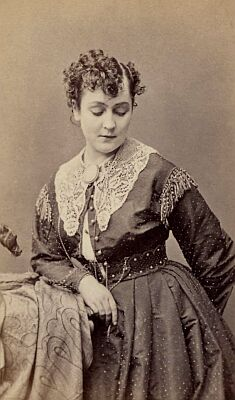
Adah Isaacs Menken (Napoléon Sarony, (1865)
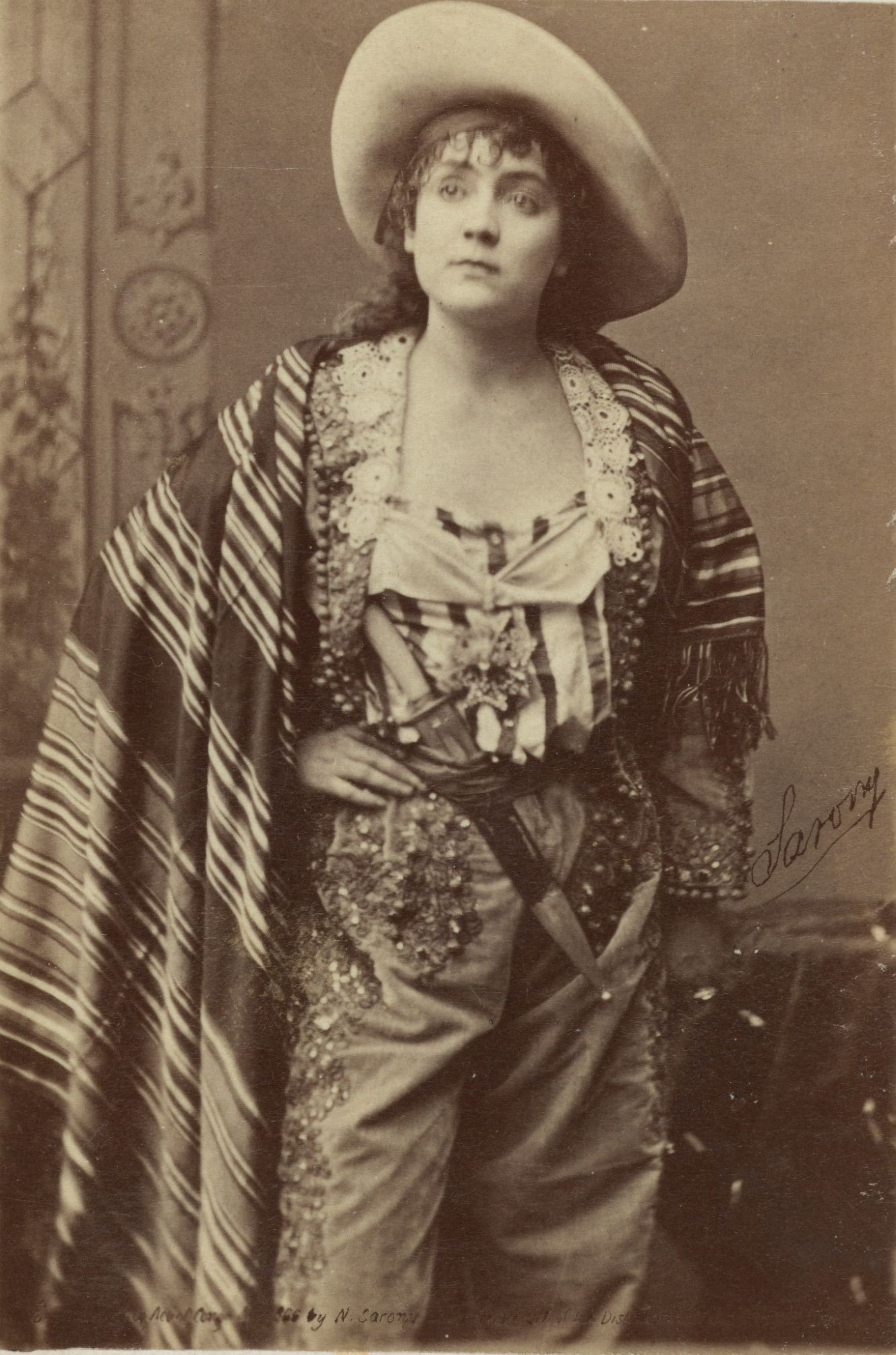
1866
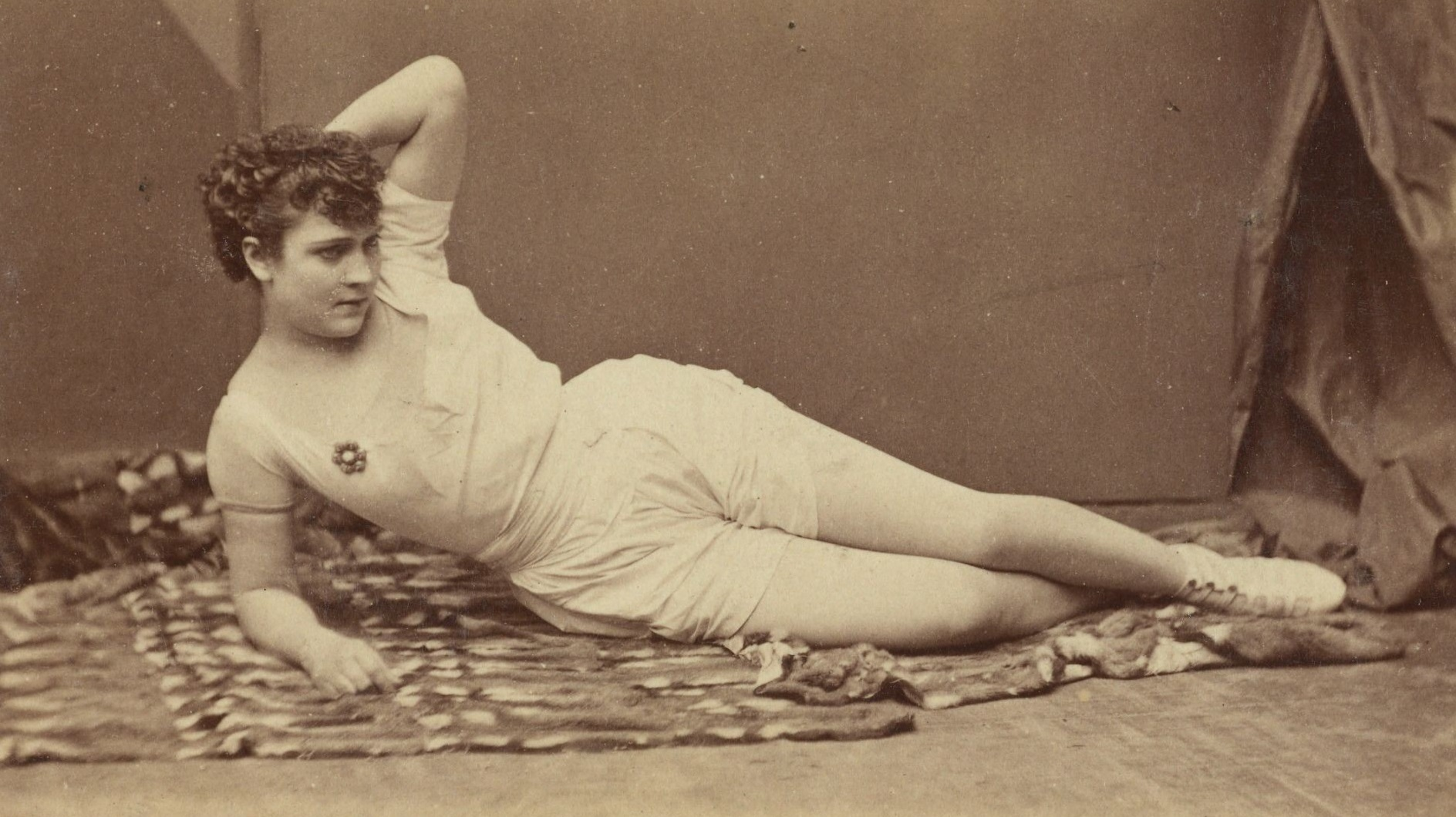
1868
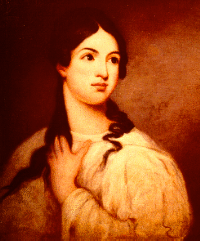
Portrait, vers 1860